# بالو ألتو (كاليفورنيا)
بالو ألتو (بالإنجليزية: Palo Alto)‏ هي إحدى مدن مقاطعة سانتا كلارا، كاليفورنيا. تم إعطاءها لقب مدينة في 23 أبريل، 1894.

## التركيبة السكانية
حدّد مكتب تعداد الولايات المتحدة بيانات التركيبة السكانية لبالو ألتو في تعداد الولايات المتحدة. في ما يلي، التركيبة السكانية حسب تعدادي 2000 و2010.

### تعداد عام 2000
بلغ عدد سكان بالو ألتو 58,598 نسمة بحسب تعداد عام 2000، وبلغ عدد الأسر 25,216 أسرة وعدد العائلات 14,593 عائلة مقيمة في المدينة. في حين سجلت الكثافة السكانية 870.1 نسمة لكل كيلومتر مربع (2,253.5/ميل2). وبلغ عدد الوحدات السكنية 26,048 وحدة بمتوسط كثافة قدره 386.8 لكل كيلومتر مربع (1,001.8/ميل2).
وتوزع التركيب العرقي للمدينة بنسبة 75.76% من البيض و2.02% من الأمريكيين الأفارقة و0.21% من الأمريكيين الأصليين و17.22% من الأمريكيين ذوي الأصول الآسيوية و0.14% من سكان جزر المحيط الهادئ و1.41% من الأعراق الأخرى و3.24% من عرقين مختلطين أو أكثر و4.65% من الهسبانيون أو اللاتينيون من أي عرق.
بلغ عدد الأسر 25,216 أسرة كانت نسبة 28.3% منها لديها أطفال تحت سن الثامنة عشر تعيش معهم، وبلغت نسبة الأزواج القاطنين مع بعضهم البعض 48.5% من أصل المجموع الكلي للأسر، ونسبة 7% من الأسر كان لديها معيلات من الإناث دون وجود شريك، بينما كانت نسبة 2.4% من الأسر لديها معيلون من الذكور دون وجود شريكة وكانت نسبة 42.1% من غير العائلات. تألفت نسبة 32.6% من أصل جميع الأسر من عدة أفراد يعيشون في نفس المنزل ونسبة 10.8% كانت تتألف من شخص يعيش بمفرده يبلغ من العمر 65 عاماً أو أكثر. وبلغ متوسط حجم الأسرة المعيشية 2.30، أما متوسط حجم العائلات فبلغ 2.95.
بلغ العمر الوسطي للسكان 40.2 عاماً. وكانت نسبة 21.2% من القاطنين تحت سن الثامنة عشر، وكانت نسبة 4.9% بين الثامنة عشر والرابعة والعشرين عاماً، ونسبة 32.3% كانت واقعةً في الفئة العمرية ما بين الخامسة والعشرين والرابعة والأربعين عاماً، ونسبة 25.7% كانت ما بين الخامسة والأربعين والرابعة والستين، ونسبة 14.8% كانت ضمن فئة الخامسة والستين عاماً فما فوق. يوجد لكل 100 أنثى 96.1 ذكر، ويوجد لكل 100 أنثى في الثامنة عشر من عمرها فما فوق 93.9 ذكر.
بلغ متوسط دخل الأسرة في المدينة 90,377 دولارًا، أما متوسط دخل العائلة فبلغ 117,574 دولارًا. وكان متوسط دخل الذكور 91,051 دولارًا مقابل 60,202 دولارًا للإناث. وسجل دخل الفرد الخاص بالمدينة 56,257 دولارًا. وكانت نسبة 3.2% من العائلات ونسبة 4.8% من السكان تحت خط الفقر، وكان من هؤلاء نسبة 4.5% تحت سن الثامنة عشر ونسبة 5% في الخامسة والستين من العمر وما فوق.

### تعداد عام 2010
بلغ عدد سكان بالو ألتو 64,403 نسمة بحسب تعداد عام 2010، وبلغ عدد الأسر 26,493 أسرة وعدد العائلات 16,477 عائلة مقيمة في المدينة. في حين سجلت الكثافة السكانية 956.2 نسمة لكل كيلومتر مربع (2,476.5/ميل2). وبلغ عدد الوحدات السكنية 28,216 وحدة بمتوسط كثافة قدره 418.9 لكل كيلومتر مربع (1,084.9/ميل2).
وتوزع التركيب العرقي للمدينة بنسبة 64.22% من البيض و1.86% من الأمريكيين الأفارقة و0.19% من الأمريكيين الأصليين و27.11% من الأمريكيين ذوي الأصول الآسيوية و0.22% من سكان جزر المحيط الهادئ و2.21% من الأعراق الأخرى و4.19% من عرقين مختلطين أو أكثر و6.17% من الهسبانيون أو اللاتينيون من أي عرق.
بلغ عدد الأسر 26,493 أسرة كانت نسبة 32.6% منها لديها أطفال تحت سن الثامنة عشر تعيش معهم، وبلغت نسبة الأزواج القاطنين مع بعضهم البعض 52.7% من أصل المجموع الكلي للأسر، ونسبة 7% من الأسر كان لديها معيلات من الإناث دون وجود شريك، بينما كانت نسبة 2.5% من الأسر لديها معيلون من الذكور دون وجود شريكة وكانت نسبة 37.8% من غير العائلات. تألفت نسبة 30.1% من أصل جميع الأسر من عدة أفراد يعيشون في نفس المنزل ونسبة 12.4% كانت تتألف من شخص يعيش بمفرده يبلغ من العمر 65 عاماً أو أكثر. وبلغ متوسط حجم الأسرة المعيشية 2.41، أما متوسط حجم العائلات فبلغ 3.04.
بلغ العمر الوسطي للسكان 41.9 عاماً. وكانت نسبة 23.4% من القاطنين تحت سن الثامنة عشر، وكانت نسبة 4.9% بين الثامنة عشر والرابعة والعشرين عاماً، ونسبة 26.6% كانت واقعةً في الفئة العمرية ما بين الخامسة والعشرين والرابعة والأربعين عاماً، ونسبة 28% كانت ما بين الخامسة والأربعين والرابعة والستين، ونسبة 17.1% كانت ضمن فئة الخامسة والستين عاماً فما فوق. وتوزع التركيب الجنسي للسكان بنسبة 48.9% ذكور و51.1% إناث.

## المناخ
يظهر الجدول التالي التغييرات المناخية على مدار السنة لبالو ألتو:
| البيانات المناخية لـبالو ألتو     | البيانات المناخية لـبالو ألتو | البيانات المناخية لـبالو ألتو | البيانات المناخية لـبالو ألتو | البيانات المناخية لـبالو ألتو | البيانات المناخية لـبالو ألتو | البيانات المناخية لـبالو ألتو | البيانات المناخية لـبالو ألتو | البيانات المناخية لـبالو ألتو | البيانات المناخية لـبالو ألتو | البيانات المناخية لـبالو ألتو | البيانات المناخية لـبالو ألتو | البيانات المناخية لـبالو ألتو | البيانات المناخية لـبالو ألتو |
| الشهر                             | يناير                         | فبراير                        | مارس                          | أبريل                         | مايو                          | يونيو                         | يوليو                         | أغسطس                         | سبتمبر                        | أكتوبر                        | نوفمبر                        | ديسمبر                        | المعدل السنوي                 |
| --------------------------------- | ----------------------------- | ----------------------------- | ----------------------------- | ----------------------------- | ----------------------------- | ----------------------------- | ----------------------------- | ----------------------------- | ----------------------------- | ----------------------------- | ----------------------------- | ----------------------------- | ----------------------------- |
| متوسط درجة الحرارة الكبرى °ف (°م) | 58.4 (14.7)                   | 61.6 (16.4)                   | 65.7 (18.7)                   | 69.7 (20.9)                   | 74.3 (23.5)                   | 78.4 (25.8)                   | 79.6 (26.4)                   | 79.4 (26.3)                   | 79.5 (26.4)                   | 74.0 (23.3)                   | 64.8 (18.2)                   | 58.3 (14.6)                   | 70.3 (21.3)                   |
| متوسط درجة الحرارة الصغرى °ف (°م) | 38.5 (3.6)                    | 40.6 (4.8)                    | 43.1 (6.2)                    | 44.7 (7.1)                    | 48.7 (9.3)                    | 52.4 (11.3)                   | 55.1 (12.8)                   | 54.9 (12.7)                   | 52.5 (11.4)                   | 48.1 (8.9)                    | 42.4 (5.8)                    | 38.0 (3.3)                    | 46.6 (8.1)                    |
| الهطول إنش (مم)                   | 3.06 (78)                     | 3.31 (84)                     | 2.49 (63)                     | 0.98 (25)                     | 0.48 (12)                     | 0.09 (2.3)                    | 0 (0)                         | 0.03 (0.76)                   | 0.15 (3.8)                    | 0.76 (19)                     | 1.96 (50)                     | 2.95 (75)                     | 16.26 (412.86)                |
| المصدر:                           |                               |                               |                               |                               |                               |                               |                               |                               |                               |                               |                               |                               |                               |

## توأمة
لبالو ألتو (كاليفورنيا) اتفاقيات توأمة مع كل من:
- ألبي
- أوخاكا
- أنسخديه
- Palo, Leyte [الإنجليزية]‏
- تسوتشي-أورا
- لينشوبينغ [17]
- هايدلبرغ (2017 - )

## أعلام
- تيري هاتشر
- إيريك ألين كورنيل
- أليكسيي أليكسييفتش أبريكوسوف
- إرنست أورلاندو لورنس
- أندرو فاير
- ويليام شوكلي
- مارتن بيرل
- ديف فرانكو
- بول باران
- ستيفان تيموشينكو
- دايفيد باكارد
- تينيسي إيرني فورد
- ستيف جوبز
- بورتون ريختر
- جيمس فرانكو
- مارك زوكربيرغ